# Thermostat (thermodynamique)
Pour les articles homonymes, voir thermostat (homonymie).
En thermodynamique, un thermostat est un système fermé de température constante, susceptible d'être utilisé pour réaliser des transferts thermiques avec un corps placé à son contact.

## Propriétés
Soit (S) un thermostat de volume constant à la température {\displaystyle T_{0}}. Plaçons ce thermostat en contact thermique avec un système d'épreuve {\displaystyle (\Sigma )}, et supposons que le thermostat reçoive le transfert thermique élémentaire {\displaystyle \delta Q} au cours de la transformation infinitésimale.
L'énergie interne U du thermostat varie alors de :
| {\displaystyle dU\ =\ \delta Q} |

conformément au premier principe. Le volume du thermostat étant supposé constant, on a par ailleurs :
| {\displaystyle dU\ =\ C_{V}\ dT_{0}} |

où {\displaystyle C_{V}} est la capacité thermique à volume constant du thermostat. On déduit de ces deux formules que la variation de température du thermostat est reliée au transfert thermique élémentaire par :
| {\displaystyle dT_{0}\ =\ {\frac {\delta Q}{C_{V}}}} |

Or, pour un thermostat, il faut que cette variation de température soit identiquement nulle pour tout transfert thermique élémentaire fini. On en déduit que la capacité thermique à volume constant du thermostat doit être infinie :
| {\displaystyle C_{V}\ =\ +\ \infty } |

Comme cette capacité thermique à volume constant est extensive, on en déduit que la taille du thermostat doit être infinie au sens où le nombre de moles n est infini :
| {\displaystyle n\ =\ {\frac {C_{V}}{C_{V_{m}}}}\ =\ +\ \infty } |

En pratique, les capacités thermiques molaires de tous les corps étant du même ordre de grandeur, un système (S) pourra être considéré comme un thermostat par rapport à un système d'épreuve {\displaystyle (\Sigma )} si et seulement si le nombre de moles du système (S) est très supérieur au nombre de moles du système {\displaystyle (\Sigma )} :
| {\displaystyle n_{(S)}\ \gg \ n_{(\Sigma )}} |